# Clayton Fredericks
Clayton Fredericks (* 17. November 1967 in Moora (Western Australia)) ist ein australischer Vielseitigkeitsreiter, der in England lebt.
Bei den Olympischen Spielen 2008 in Peking gewann er die Silbermedaille mit der Mannschaft.
Er ist mit der Vielseitigkeitsreiterin Lucinda Fredericks verheiratet, mit der er eine Tochter hat.
Fredericks ist Leadsänger der Rockband Snatch.

## Pferde (Auszug)
- Be My Guest (* 1998), braune Stute, Vater: Baba Karam, Muttervater: Antrieb
- Mr Big Cat (* 2004), brauner Wallach, Vater: Tamango, Muttervater: Zool